# Gran Premio degli Stati Uniti d'America 2023
Il Gran Premio degli Stati Uniti d'America 2023 è stata la diciottesima prova della stagione 2023 del campionato mondiale di Formula 1. La gara si è tenuta domenica 22 ottobre sul circuito delle Americhe che sorge nella Contea di Travis, vicino a Austin, in Texas, ed è stata vinta dall'olandese Max Verstappen su Red Bull Racing-Honda RBPT, al cinquantesimo Gran Premio in carriera; Verstappen ha preceduto all'arrivo il britannico Lando Norris su McLaren-Mercedes e lo spagnolo Carlos Sainz Jr. su Ferrari.
Il britannico Lewis Hamilton su Mercedes, secondo all'arrivo, e il monegasco della Ferrari, Charles Leclerc, sesto, sono squalificati dalla classifica finale del Gran Premio in quanto il fondo della loro vettura, dopo le verifiche tecniche apportate dalla Federazione al termine della gara, risulta non conforme al regolamento tecnico.
All'intero weekend di gara hanno assistito 432 000 spettatori, per il secondo Gran Premio degli Stati Uniti d'America con il più alto numero di presenze sul circuito delle Americhe, dietro al primato dei 440 000 spettatori dell'edizione precedente del 2022.

## Vigilia

### Aspetti tecnici
Per questo Gran Premio la Pirelli, fornitore unico degli pneumatici, offre la scelta tra gomme di mescola C2, C3 e C4, la tipologia di pneumatici che caratterizza la gamma centrale del genere di coperture messe a disposizione dall'azienda italiana. A partire dall'edizione 2019 del Gran Premio, la Pirelli ha sempre stabilito questa tipologia di pneumatici per questo appuntamento. Essa viene stabilita per la quinta volta in stagione, e per la prima volta dal Gran Premio del Belgio. Prima del precedente Gran Premio del Qatar, la Pirelli nomina allo stesso tempo la tipologia di pneumatici disponibili per i successivi Gran Premi di Città del Messico e di San Paolo.
La Federazione conferma le due tradizionali zone del Drag Reduction System in uso dall'edizione 2013 della gara quando l'organo mondiale dell'automobilismo decise di aumentare sul circuito delle Americhe a due i tratti in cui utilizzare il dispositivo mobile, dopo l'unica precedente zona utilizzata nella precedente edizione del 2012, stagione in cui il circuito debuttò nel calendario del campionato mondiale di Formula 1. I piloti possono attivare il dispositivo mobile sul rettilineo tra le curve 11 e 12, con punto per la determinazione del distacco fra piloti stabilito dopo la curva 10. La seconda zona, il nuovo tratto aggiunto introdotto in seguito, è fissata sul rettilineo dei box, con detection point posto dopo la curva 18. La Federazione ha anche analizzato le zone del DRS durante il 2022, introducendo cambiamenti per il 2023 al fine di facilitare i sorpassi o renderli più difficili in alcuni circuiti in cui si riteneva che la zona in cui utilizzare il dispositivo mobile fosse troppo facile o difficile al fine di effettuare un sorpasso. Il circuito delle Americhe non rientra tra i tracciati oggetto di queste modifiche.
Rispetto all'edizione del 2022, il circuito è oggetto di alcune modifiche. La larghezza della ghiaia alla curva 2 è stata ridotta e il guard rail riallineato. Il circuito è stato riasfaltato dall'entrata della curva 12 fino alla sua uscita, e dall'entrata dalla curva 14 fino all'uscita della curva 16. Il pannello luminoso numero 6, posto sulla sinistra alla curva 6, è stato leggermente spostato più indietro.
Nella notte del giovedì, l'Aston Martin utilizza il secondo dei tre coprifuochi concessi durante la stagione per effettuare le operazioni sulle proprie vetture. La scuderia britannica non riceve sanzioni. Prima dell'inizio della sessione di prove libere del venerdì, sulla vettura di Kevin Magnussen viene installata la quarta unità relativa all'MGU-K. Sulla vettura di Nico Hülkenberg viene installata la settima unità relativa all'impianto di scarico, e sulla vettura di Daniel Ricciardo la sesta unità dello stesso componente. Tutti e tre i piloti non sono penalizzati sulla griglia di partenza in quanto i nuovi componenti installati rientrano tra quelli utilizzabili nel numero massimo stabilito dal regolamento tecnico. Sulla vettura di Alexander Albon viene installata la quarta scatola del cambio e la quarta trasmissione. Il pilota thailandese della Williams non è penalizzato sulla griglia di partenza in quanto i nuovi componenti installati rientrano tra quelli utilizzabili nel numero massimo stabilito dal regolamento tecnico. Prima delle qualifiche, la direzione gara comunica che, riguardo ai limiti della pista, se i piloti non percorrono inoltre correttamente l'uscita della curva 20, il tempo sul giro e immediatamente quello successivo sarà invalidato dai commissari sportivi. Prima della Sprint Shootout, la direzione gara comunica che non viene reso disponibile un set aggiuntivo di pneumatici intermedi, alla luce delle previsioni meteo, prima della Sprint.

### Aspetti sportivi
Il Gran Premio rappresenta il diciottesimo appuntamento stagionale a distanza di due settimane dalla disputa del Gran Premio del Qatar, diciassettesima gara del campionato. Dopo la tenuta della penultima prova, la quinta complessiva, nel continente asiatico, il mondiale si sposta oltreoceano per la terza e ultima volta in campionato, la prima dalla disputa del Gran Premio del Canada. Il Gran Premio degli Stati Uniti d'America è il sesto evento dopo la pausa estiva obbligatoria per squadre e piloti, nonché la settima gara della seconda parte di stagione, oltre a essere il penultimo appuntamento calanderizzato nel mese di ottobre. È il terzo di cinque appuntamenti da corrersi in America del Nord, dopo i Gran Premi di Miami e Canada, e prima dei successivi Gran Premi di Città del Messico e Las Vegas. Il mondiale disputa una gara sulla tipologia di tracciato permanente per il terzo weekend di gara consecutivo. Il contratto per l'inserimento della gara nel calendario mondiale, sempre sul circuito delle Americhe, è stato rinnovato nel mese di febbraio 2022 fino alla stagione 2026. Il Gran Premio è il primo di un trittico di gare, inizialmente il secondo di questo campionato senza considerare l'annullamento del Gran Premio dell'Emilia-Romagna che avrebbe aperto il primo trittico seguito dai Gran Premi di Monaco e Spagna, seguito dal Gran Premio di Città del Messico e dal Gran Premio di San Paolo. La disputa di tre Gran Premi per tre settimane consecutive avvenne, per la prima volta in assoluto nella storia della categoria, nel campionato 2018, in un'occasione, per tre volte ciascuno nel 2020 e 2021, e per una volta nella precedente stagione. Sponsor del Gran Premio per questa edizione è, per la prima volta, la multinazionale cinese Lenovo. La F1 Academy, categoria al femminile che ha visto il debutto in questa stagione, è per la prima volta una delle serie di contorno alla Formula 1 in questo appuntamento. La categoria disputa l'ultima gara della stagione. A questa edizione assistono 432 000 spettatori, per il secondo Gran Premio degli Stati Uniti d'America con il più alto numero di presenze sul circuito delle Americhe, dietro al primato dei 440 000 spettatori dell'edizione del 2022.
Presente nel calendario del campionato mondiale di Formula 1 fin dalla stagione 1959 e valido quale prova della categoria dallo stesso anno, il Gran Premio degli Stati Uniti d'America vede la disputa della sua cinquantaduesima edizione, la quarantaquattresima valida per il mondiale. Il circuito delle Americhe, sede della gara a partire dall'edizione del 2012, quando il Gran Premio tornò a far parte del calendario del campionato mondiale di Formula 1 per la prima volta dall'edizione del 2007 corsa sul circuito di Indianapolis, è il tracciato collocato al secondo posto per il maggior numero di edizioni disputate della corsa, con dieci edizioni. Il Gran Premio è stato corso in ben altre sette diverse località: il circuito di Riverside, quello di Sebring e quello di Dallas hanno ospitato un'edizione a testa, rispettivamente quella inaugurale del 1959, quella del 1960 e quella del 1984. Il circuito di Phoenix è stato sede di tre edizioni della corsa, tra il 1989 e il 1991, seguito da quattro edizioni del circuito di Detroit, tra il 1985 e il 1988, e otto del circuito di Indianapolis, tra il 2000 e 2007. La località con il maggior numero di edizioni, 15, tra il 1961 e il 1975, è quella di Watkins Glen. Il Gran Premio degli Stati Uniti d'America non è stato disputato tra il 1976 e il 1983, in quanto si tennero quello d'Est e quello d'Ovest rispettivamente sul circuito di Long Beach e su quello di Watkins Glen, tra il 1992 e 1999, in cui circolarono voci di una gara per le strade del distretto di Manhattan di New York per il 1992 e di una gara per le strade della Las Vegas Strip per il 1995, ma queste non furono materializzate, con la Formula 1 che non si sarebbe tenuta negli Stati Uniti d'America per i prossimi nove anni, e tra il 2008 e 2011, in quanto nel 2007 fu annunciato che la gara statunitense sarebbe stata l'ultima che si sarebbe tenuta a Indianapolis, poiché entrambe le parti non riuscirono a concordare i termini dell'evento, prima di tornare nella nuova sede che sorge nella Contea di Travis, vicino a Austin, in Texas, nel 2012. In un primo momento, si era pensato che la gara sarebbe tornata a Indianapolis per il 2009 sulla configurazione della pista utilizzata per la gara del 2008 del Motomondiale. Gli organizzatori annunciarono che il Gran Premio non sarebbe tornato a Indianapolis a meno che non avesse avuto un sostegno finanziario. A causa delle costose tasse pagate per ospitare l'evento, la gara avrebbe richiesto uno sponsor principale per essere economicamente sostenibile. In linea definitiva, il Gran Premio degli Stati Uniti d'America non fu compreso nel calendario mondiale per il 2009. Infine, la gara non è stata corsa anche nel 2020 a causa delle problematiche dettate dalla pandemia di COVID-19, senza essere sostituita.
Dopo la tenuta del Gran Premio di Miami, gli Stati Uniti d'America ospitano, per il secondo anno consecutivo, almeno due Gran Premi sul proprio territorio. Essi sono al quarto posto complessivo nella storia del mondiale di Formula 1 per maggior numero di Gran Premi disputati sul proprio territorio, con 74 appuntamenti, attraverso sei denominazioni, inclusa la 500 Miglia di Indianapolis, prova valida della categoria tra il 1950, stagione inaugurale del mondiale, e il 1960. Grazie al ritorno del Gran Premio di Las Vegas, il Paese, l'unico di questa stagione, ospita sul proprio territorio ben tre gare per la prima volta dalla stagione 1982 quando ebbero luogo il Gran Premio degli Stati Uniti d'America-Ovest sul circuito di Long Beach, il Gran Premio degli Stati Uniti d'America-Est sul circuito di Detroit e quello di Las Vegas sul circuito del Caesars Palace. L'Italia sarebbe inizialmente stato l'altro unico Paese a ospitare almeno due corse sul proprio territorio in stagione grazie alla disputa del Gran Premio dell'Emilia-Romagna e di quello omonimo, prima che l'appuntamento di Imola fosse annullato a causa dell'ondata eccezionale di maltempo che prima del weekend di gara si abbatte sulla regione. L'Italia ospitò ben tre gare sul proprio territorio nella storia della categoria nella stagione 2020, condizionata dalla pandemia di COVID-19, che portò alla posticipazione e alla cancellazione di numerosi Gran Premi. Videro il loro debutto il Gran Premio dell'Emilia-Romagna a Imola e il Gran Premio della Toscana al Mugello, oltre alla disputa del tradizionale Gran Premio d'Italia a Monza. Considerando anche le gare non valide per il titolo, l'Italia ospitò tre gare di Formula 1, nello stesso anno, oltre al 2020, nel 1965, quando, oltre al Gran Premio d'Italia corso a Monza, vennero disputati il Gran Premio di Siracusa sull'omonimo tracciato e il Gran Premio del Mediterraneo, conosciuto anche come Gran Premio di Enna, tenutosi all'Autodromo di Pergusa della località omonima. Rispetto alla stagione precedente, in cui debuttò la gara di Miami, oltre alla disputa della prova a Austin, gli Stati Uniti d'America incrementano di un appuntamento il numero di gare previste sul proprio territorio per questo campionato.
Il Gran Premio degli Stati Uniti d'America viene scelto, per la prima volta, come il quinto evento, su sei in programma per questo campionato, dove il weekend di gara è caratterizzato dal format della Sprint, una gara di 100 km con scelta libera a livello di mescole di gomme e senza necessità di effettuare pit stop il cui risultato attribuisce punti validi per la classifica piloti e costruttori ai primi otto classificati. È il secondo weekend di gara consecutiva dopo il Gran Premio è oggetto della disputa della gara veloce. La Federazione, Liberty Media e i team raggiungono un accordo per il numero dei Gran Premi dove utilizzare il format Sprint, sperimentato nel 2021 e confermato nel 2022, entrambi con tre appuntamenti. Da quest'anno invece il numero degli eventi in cui di nuovo è presente la Sprint viene aumentato a sei. I Gran Premi ad ospitare il format della Sprint sono: il Gran Premio di Azerbaigian, Austria, Belgio, Qatar, Stati Uniti d'America e San Paolo. Inoltre un incidente che avviene durante una Sprint è ora di un importo fisso per squadra: 300 000 dollari, raddoppiato rispetto all'anno scorso. In ogni Sprint viene introdotta una novità riguardo l'utilizzo del Drag Reduction System dopo la partenza o dopo la ripartenza in caso di safety car: si potrà utilizzare l'ala posteriore mobile dopo un solo giro e non due come avvenuto fin'ora. Se la sperimentazione andrà a buon fine la novità sarà introdotta a pieno regime anche nelle gare domenicali a partire dal 2024. Le restrizioni riguardo al parco chiuso durante un weekend nel quale si disputa la Sprint vengono alleggerite dando una maggiore libertà di movimento riguardo ai pezzi danneggiati. Le norme si applicano dalla qualifica del venerdì fino alla gara della domenica.
Il sistema di punteggio da attribuire durante la Sprint, sempre valevole per le classifiche piloti e costruttori, non viene modificato rispetto al 2022, comprendendo sempre i primi otto classificati, i quali nell'ordine ricevono 8, 7, 6, 5, 4, 3, 2 e 1 punto. Nella riunione della F1 Commission alla vigilia della prima Sprint del campionato, si discute dell'idea di un cambio di format per i Gran Premi dove viene effettuata la gara breve. Il format viene ratificato e consiste al primo pomeriggio di venerdì della disputa di un'unica sessione di prove libere, seguita dalle qualifiche che si disputano al tardi pomeriggio, cui stabilisce la griglia di partenza della gara; al sabato mattina è prevista una nuova sessione di qualifica denominata "Sprint Shootout" che determina la griglia di partenza della Sprint corsa al pomeriggio, contraddistinta da una distanza di gara di 19 giri per questo evento o massimo 60 minuti secondo regolamento; la gara è programmata come di consueto la domenica pomeriggio. La nuova qualifica del sabato, introdotta in sostituzione della precedente seconda sessione di libere, prevede lo stesso svolgimento delle tradizionali qualifiche, ma con un tempo ridotto: la SQ1 prevede una durata di 12 minuti, la SQ2 di 10 e la SQ3 di 8. Tra ogni fase è prevista una pausa di sette minuti. Per ogni segmento, i piloti sono obbligati a montare le gomme medie in SQ1 e SQ2, e le gomme morbide in SQ3.
Il pilota australiano dell'AlphaTauri, Daniel Ricciardo, che ha preso il posto dell'olandese Nyck de Vries a partire dal Gran Premio d'Ungheria, torna a correre da titolare per la scuderia di Faenza. Durante la seconda sessione di prove libere del Gran Premio d'Olanda, Ricciardo si fratturò il polso a causa di un incidente. Negli ultimi cinque Gran Premi è stato sostituito dal pilota di riserva della Red Bull Racing e della stessa AlphaTauri, il neozelandese Liam Lawson, al debutto nella categoria, finché Ricciardo non ha recuperato dal suo infortunio. Il pilota britannico della McLaren, Lando Norris, e il connazionale della Mercedes, George Russell, corrono il centesimo Gran Premio. Entrambi hanno debuttato nella stagione 2019 nel Gran Premio d'Australia dopo essere stati promossi dalla Formula 2, dove Russell conquistò il titolo nel 2018 e Norris il secondo posto. Il primo ha debuttato con la scuderia di Woking e il secondo con la Williams, prima di approdare in Mercedes nel 2022. Norris ha ottenuto 11 podi, una pole position, cinque giri più veloci e 564 punti, con il miglior risultato nella categoria appannaggio del sesto posto in classifica piloti nella stagione 2021. Russell ha ottenuto una vittoria, nel Gran Premio di San Paolo 2022, 10 podi, una pole position, sei giri più veloci e 426 punti, con il miglior risultato il quarto posto in classifica piloti nella stagione precedente. Il pilota monegasco della Ferrari, Charles Leclerc, disputa il centesimo Gran Premio con la scuderia di Maranello. Dal debutto nella stagione 2019 nel Gran Premio d'Australia con il team italiano, Leclerc ha ottenuto cinque vittorie, venti pole position, sette giri più veloci, 27 podi e 974 punti. Il miglior risultato è stato il secondo posto in classifica mondiale dell'ultimo campionato. L'altro pilota della McLaren, Oscar Piastri, e quello statunitense della Williams, Logan Sargeant, debuttanti nella categoria in questo campionato, gareggiano per la prima volta sul circuito delle Americhe. Sargeant, tuttavia, ha già girato sulla pista statunitense durante la prima sessione di prove libere dell'edizione precedente del 2022 sempre con la Williams, al debutto in una sessione ufficiale. Il pilota britannico della Mercedes, Lewis Hamilton, oltre a essere quello con il maggior numero di successi nel Gran Premio degli Stati Uniti d'America con sei, è l'unico fra tutti i partecipanti ad aver trionfato in due sedi differenti. Hamilton ha vinto l'edizione del 2007, la stagione del suo debutto, con la McLaren, trionfo seguito dalle vittorie nell'edizione del 2012, sempre con la scuderia di Woking, a Austin, e dal 2014 al 2017, sempre in Texas ma con la Mercedes. Nella corsa del 2015 e 2019 il britannico vinse rispettivamente il terzo e sesto titolo piloti.
La Pirelli, fornitore unico degli pneumatici rinnova il suo contratto fino alla stagione 2027, con un'opzione per l'anno successivo. La scuderia locale Haas e la Williams gareggiano con una speciale livrea a stelle e strisce. Prima dell'inizio del campionato, la scuderia austriaca Red Bull Racing annuncia la partecipazione alle tre gare del mondiale che si tengono negli Stati Uniti d'America con tre particolari livree celebrative, diverse per ogni Gran Premio. Nell'appuntamento in Texas il costruttore di Milton Keynes corre con una livrea che presenta ampie linee di rosso, bianco e blu, i colori della bandiera del Texas e di quella statunitense, insieme e stelle texane lungo la fiancata e gli alettoni della vettura. La livrea speciale utilizzata è l'ottava della storia della Red Bull Racing in 19 anni di presenza in Formula 1 dopo il debutto nella categoria nella stagione 2005. La scuderia francese Alpine, tramite il gruppo Otro Capital, che in precedenza aveva riversato 200 milioni di euro nelle casse del costruttore, annuncia l'arrivo di investitori d’eccezione, tra cui figure nel mondo del calcio, boxe, NFL e golf. L'Alpine, inoltre, annuncia lo schieramento del pilota di riserva della squadra e di Formula 2 per il team Virtuosi Racing, l'australiano Jack Doohan, nella prima sessione di prove libere del Gran Premio di Città del Messico e del Gran Premio di Abu Dhabi, ultimo appuntamento del campionato. Anche la Red Bull Racing, per l'ultimo appuntamento ad Abu Dhabi, schiera il pilota campione del mondo 2022-2023 di Formula E, il britannico Jake Dennis, e il pilota francese di Formula 2 per l'Hitech Grand Prix, Isack Hadjar. Il team francese e quello austriaco rispecchiano quanto previsto nel regolamento sportivo valevole della stagione precedente, in cui tutte le dieci squadre iscritte al campionato hanno l'obbligo di schierare, durante le sessioni di prove libere, almeno due piloti giovani. La pilota filippina della F1 Academy per il team Prema Racing, Bianca Bustamante, entra a far parte del McLaren Young Driver Programme, diventando la prima donna a figurare nel programma di sviluppo di giovani piloti gestito dal costruttore britannico. Nella riunione del World Motor Sports Council alla vigilia della gara, viene dato il via libera ad un aumento delle giornate di test degli pneumatici per il prossimo campionato, da 35 a 40 giorni. Il Consiglio Mondiale ha anche approvato diversi perfezionamenti al regolamento sportivo, tecnico e finanziario delle power unit 2026, nonché delle modifiche relative alla fornitura e allo sviluppo del carburante. Infine, vi è l’aumento dell’entità delle multe che potranno infliggere i commissari sportivi.
L'ex pilota di Formula 1, il britannico Derek Warwick, è nominato commissario aggiunto per la gara. Ha svolto già in passato tale funzione, l'ultima nel Gran Premio d'Olanda. È la casa automobilistica tedesca Mercedes a fornire la safety car e la medical car.

## Prove

### Resoconto
Verstappen ottiene la prestazione più rapida delle prove libere. Il campione del mondo ha preceduto Charles Leclerc, per meno di due decimi. La Ferrari è risultata veloce sul giro secco, ma ha presentato maggiori difficoltà con l'uso delle gomme a mescola dura, dovute alle gibbosità della pista. Al terzo posto si è classificato Lewis Hamilton, che però nel giro veloce, per evitare una vettura, è finito largo. La sorpresa è venuta dal quinto tempo per Kevin Magnussen, con la Haas, mentre Lance Stroll ha potuto chiudere solo pochi giri, prima che un problema all'impianto frenante lo costringesse ai box. Lo stesso problema ha penalizzato la prestazione dell'altro pilota dell'Aston Martin, Alonso.

### Risultati
Nella sessione di prove libere si è avuta questa situazione:
| Pos | Nº | Pilota          | Costruttore                | Tempo    | Gap    | Giri |
| --- | -- | --------------- | -------------------------- | -------- | ------ | ---- |
| 1   | 1  | Max Verstappen  | Red Bull Racing-Honda RBPT | 1'35"912 |        | 23   |
| 2   | 16 | Charles Leclerc | Ferrari                    | 1'36"068 | +0"156 | 25   |
| 3   | 44 | Lewis Hamilton  | Mercedes                   | 1'36"193 | +0"281 | 23   |

## Qualifiche

### Resoconto
Logan Sargeant, primo a scendere in pista, vede annullato il suo tentativo, per il mancato rispetto dei limiti della pista; per questa ragione è Bottas a ottenere il primo tempo valido. Il tempo del pilota dell'Alfa Romeo è battuto da Norris, a sua volta preceduto da Leclerc. Piastri è terzo. Il tempo dell'australiano è migliorato da Sergio Pérez. Verstappen, invece, è capace di battere il tempo di Leclerc, e porsi al comando. Le due Mercedes chiudono il loro primo tentativo rapido col terzo e quinto tempo. In seguito s'installa in vetta Nico Hülkenberg, con 1'36"235, prima di essere battuto da Gasly (1'36"158). Ocon si posiziona quarto, mentre Stroll è sesto. Successivamente si alternano in vetta le due Ferrari, con Carlos Sainz Jr. che ferma i cronometri in 1'35"824. È poi il turno di Verstappen a scalare primo, grazie alla prestazione nel terzo settore. Pérez sale terzo. Lewis Hamilton prende il comando, seguito, al secondo posto, da Norris. Zhou Guanyu rimonta sesto, battuto, in seguito, da Magnussen e da Tsunoda, che è quinto. Alla fine della sessione risultano eliminati Hülkenberg, Alonso, Albon, Stroll e Sargeant.
Nella fase successiva Leclerc segna subito il tempo di 1'35"888, senza che Sainz Jr. sia capace di batterlo. Ci riesce, invece, Hamilton, battuto, a sua volta, dal suo compagno di scuderia George Russell (1'35"759). Piastri marca 1'35"576, prima che Max Verstappen fissi il tempo di riferimento in 1'35"491. Gasly sale terzo, staccato di un decimo da Verstappen. Bottas, Ricciardo, Magnussen e Zhou s'intercalano fra le due Ferrari, mentre Norris vede annullato il suo risultato, sempre per il mancato rispetto dei limiti della pista. Esteban Ocon sale terzo, mentre Pérez, quinto, è staccato di soli 0"188. Tsunoda ottiene l'ottavo tempo, a soli tre decimi dal tempo del campione del mondo. Leclerc riprende a comandare la classifica, con 1'35"004, precedendo Sainz Jr.. Questa volta Verstappen, pur migliorandosi, resta a soli quattro millesimi dal tempo del monegasco. Norris prende il quarto tempo, giusto davanti a Oscar Piastri, a sua volta preceduto anche da Gasly. Hamilton si assicura il passaggio del turno, col terzo tempo, mentre Russell è solo nono. Non accedono alla fase finale Tsunoda, Zhou, Bottas, Magnussen e Ricciardo.
In Q3 Verstappen fissa il primo tempo valido in 1'35"081. Leclerc è capace di chiudere il giro in 1'34"829; Norris segna il terzo tempo, a sette decimi da quello di Verstappen, mentre Sainz Jr. è capace di inserirsi tra i due. Piastri chiude solo quinto. L'australiano è battuto anche da Gasly, che sale in quarta posizione. Fa meglio Hamilton che è secondo, mentre Russell vede annullato il suo tempo. Leclerc si migliora, portando il limite in 1'34"723; Norris si piazza alle sue spalle (1'34"853), mentre Sainz Jr. è quarto. Poco dopo Verstappen prende il comando, per soli cinque millesimi su Leclerc. Il suo tempo, però, viene cancellato dai commissari, per il mancato rispetto dei limiti della pista. L'olandese scala sesto, preceduto da Hamilton, terzo, e Russell, quinto.
Charles Leclerc conquista la ventunesima pole position in carriera, la terza in stagione, la prima da quella ottenuta nel Gran Premio del Belgio e la prima nel Gran Premio degli Stati Uniti d'America, al quindicesimo posto nella classifica di tutti i tempi e a una lunghezza dalle partenze al palo nel mondiale di Alonso. Per la Ferrari è la duecentoquarantasettesima partenza in prima posizione della storia e la quinta del campionato, la prima da quella ottenuta nel Gran Premio di Singapore con Sainz Jr. La scuderia di Maranello bissa la pole position ottenuta nell'edizione del 2022 con lo spagnolo, ottenendo la nona complessiva nel Gran Premio degli Stati Uniti d'America, a una lunghezza dal record di pole position della Lotus. La seconda posizione di Norris è la prima partenza in prima fila della McLaren ad Austin da quando Hamilton vinse la sua ultima gara con il team, partendo dal secondo posto in griglia, nella prima edizione corsa nella capitale texana, nel 2012. Per Norris è la terza partenza in prima fila della stagione, la più alta ricorrenza in qualsiasi stagione finora nella sua carriera. Hamilton parte terzo, la stessa posizione da cui si ritirò alla prima curva durante il precedente Gran Premio del Qatar. Il britannico non è mai partito fuori dai primi cinque nelle sue dieci gare precedenti ad Austin. Russell, quinto, si qualifica una posizione più in basso rispetto a quella dell'anno scorso. Sia Hamilton che il compagno di scuderia Russell sono in parità 9-9 nel duello testa a testa in qualifica in stagione. Sainz Jr., quarto, viene sopravanzato dal compagno Leclerc per il terzo Gran Premio consecutivo. Verstappen parte sesto dopo che il tempo dell'ultimo tentativo sarebbe stato sufficiente per la pole position prima che esso fosse invalidato per aver superato i limiti della pista. Il campione del mondo può vincere partendo dal sesto posto in griglia come già accaduto nel Gran Premio del Belgio. Verstappen ha vinto anche l'altra gara che si è tenuta negli Stati Uniti, il Gran Premio di Miami, partendo dal nono posto. La settima posizione di Gasly è il miglior risultato personale in qualifica sul circuito delle Americhe. Il pilota francese dell'Alpine non è mai stato sopravanzato da un compagno di squadra nelle sue cinque visite ad Austin. Con l'ottava posizione di Ocon, entrambe le vetture della scuderia di Enstone partono nelle prime otto posizioni nel Gran Premio degli Stati Uniti d'America per la prima volta dall'edizione del 2013, con il costruttore all'epoca denominato Renault. Pérez è nono, riuscendo ad entrare in Q3 per soli 0"018. Tsunoda è qualificato undicesimo per la quarta volta nelle ultime sette gare. La dodicesima posizione di Zhou è il miglior risultato in qualifica dalla quinta posizione nel Gran Premio d'Ungheria. Il pilota cinese dell'Alfa Romeo sopravanza il compagno di scuderia Bottas in qualifica per la prima volta dalla pausa estiva. Ricciardo è qualificato quindicesimo, la stessa posizione dell'edizione precedente. Hülkenberg, sedicesimo, manca l'accesso al Q2 per soli 0"022. Alonso si qualifica al diciassettesimo posto. Lo spagnolo dell'Aston Martin era stato l'unico pilota ad essere riuscito ad accedere alla Q3 in ogni gara in stagione. Entrambe le Williams sono eliminate nel corso della prima fase per la prima volta dal Gran Premio del Belgio ed entrambe le Aston Martin per la prima volta dal Gran Premio di Città del Messico 2022. Stroll parte diciannovesimo dopo che nell'edizione precedente partì dal quinto posto. Sargeant è qualificato in ultima posizione, per la quattordicesima eliminazione in Q1 in diciotto Gran Premi disputati. Leclerc, in pole position nel centesimo Gran Premio con la Ferrari, diventa il primo pilota del mondiale con il più alto numero di partenze in prima posizione senza aver vinto un titolo mondiale. Per il monegasco è la quarta partenza in prima fila in stagione, occorrenza verificatasi ogni qual volta il Gran Premio è stato oggetto della disputa della Sprint. Leclerc ottiene la pole position sul quattordicesimo circuito differente dopo il debutto nella stagione 2018 con l'ex scuderia denominata Sauber. Il portacolori della Ferrari è il quinto poleman differente nelle ultime cinque edizioni della gara corse ad Austin, dopo Hamilton, Bottas, Verstappen e il compagno di squadra Sainz Jr.. Il pilota partito secondo ha condotto il primo giro in quattro delle ultime cinque gare ad Austin. Cinque squadre raggiungono la Q3, che è il numero minimo, come nell'edizione del 2021.
Sono stati cancellati otto tempi dai commissari sportivi ai piloti per non aver rispettato i limiti della pista, durante le qualifiche. Si sono visti cancellare il tempo due volte Daniel Ricciardo (una volta alla curva 9 e una volta alla curva 19), una volta Logan Sargeant (alla curva 12), Zhou Guanyu (alla curva 20), Nico Hülkenberg (alla curva 19), Lando Norris (alla curva 19), George Russell (alla curva 9) e Max Verstappen (alla curva 19).
Yuki Tsunoda, Ricciardo e Lance Stroll non ricevono sanzioni da parte dei commissari sportivi, per non aver rispettato le istruzioni stabilite dalla direzione gara. Tutti i piloti hanno superato il tempo limite di un minuto e 56 secondi valevole tra la seconda linea della safety car e la prima di essa, durante la Q1. Ricciardo ha superato il tempo limite per due volte, nel corso del secondo e quinto giro, Tsunoda e Stroll nel corso del secondo.

### Risultati
Nella sessione di qualifica si è avuta questa situazione:
| Pos                         | Nº | Pilota           | Costruttore                  | Q1       | Q2       | Q3       | Griglia |
| --------------------------- | -- | ---------------- | ---------------------------- | -------- | -------- | -------- | ------- |
| 1                           | 16 | Charles Leclerc  | Ferrari                      | 1'36"061 | 1'35"004 | 1'34"723 | 1       |
| 2                           | 4  | Lando Norris     | McLaren-Mercedes             | 1'35"110 | 1'35"441 | 1'34"853 | 2       |
| 3                           | 44 | Lewis Hamilton   | Mercedes                     | 1'35"091 | 1'35"240 | 1'34"862 | 3       |
| 4                           | 55 | Carlos Sainz Jr. | Ferrari                      | 1'35"824 | 1'35"302 | 1'34"945 | 4       |
| 5                           | 63 | George Russell   | Mercedes                     | 1'36"165 | 1'35"606 | 1'35"079 | 5       |
| 6                           | 1  | Max Verstappen   | Red Bull Racing-Honda RBPT   | 1'35"346 | 1'35"008 | 1'35"081 | 6       |
| 7                           | 10 | Pierre Gasly     | Alpine-Renault               | 1'36"158 | 1'35"496 | 1'35"089 | 7       |
| 8                           | 31 | Esteban Ocon     | Alpine-Renault               | 1'36"131 | 1'35"413 | 1'35"154 | 8       |
| 9                           | 11 | Sergio Pérez     | Red Bull Racing-Honda RBPT   | 1'35"989 | 1'35"679 | 1'35"173 | 9       |
| 10                          | 81 | Oscar Piastri    | McLaren-Mercedes             | 1'36"064 | 1'35"576 | 1'35"467 | 10      |
| 11                          | 22 | Yuki Tsunoda     | AlphaTauri-Honda RBPT        | 1'35"913 | 1'35"697 | N.D.     | 11      |
| 12                          | 24 | Zhou Guanyu      | Alfa Romeo-Ferrari           | 1'36"052 | 1'35"698 | N.D.     | 12      |
| 13                          | 77 | Valtteri Bottas  | Alfa Romeo-Ferrari           | 1'36"082 | 1'35"858 | N.D.     | 13      |
| 14                          | 20 | Kevin Magnussen  | Haas-Ferrari                 | 1'36"009 | 1'35"880 | N.D.     | PL      |
| 15                          | 3  | Daniel Ricciardo | AlphaTauri-Honda RBPT        | 1'36"213 | 1'35"974 | N.D.     | 14      |
| 16                          | 27 | Nico Hülkenberg  | Haas-Ferrari                 | 1'36"235 | N.D.     | N.D.     | PL      |
| 17                          | 14 | Fernando Alonso  | Aston Martin Aramco-Mercedes | 1'36"268 | N.D.     | N.D.     | PL      |
| 18                          | 23 | Alexander Albon  | Williams-Mercedes            | 1'36"315 | N.D.     | N.D.     | 15      |
| 19                          | 18 | Lance Stroll     | Aston Martin Aramco-Mercedes | 1'36"589 | N.D.     | N.D.     | PL      |
| 20                          | 2  | Logan Sargeant   | Williams-Mercedes            | 1'36"827 | N.D.     | N.D.     | 16      |
| Tempo limite 107%: 1'41"747 |    |                  |                              |          |          |          |         |

In grassetto sono indicate le migliori prestazioni in Q1, Q2 e Q3.

## Sprint Shootout

### Resoconto
Hamilton ottiene la prima prestazione della Sprint Shootout in 1'36"402, tempo molto più lento di quello colto, con le gomme medie, al venerdì. Nico Hülkenberg, Valtteri Bottas e Kevin Magnussen si piazzano alle sue spalle; Norris scala secondo mentre Albon terzo. Charles Leclerc si pone in vetta, con 1'36"302, mentre Sainz Jr. è a soli venti millesimi dal monegasco. Sale terzo Russell prima che Max Verstappen batta il tempo del ferrarista (1'35"997). L'altro pilota della Red Bull Racing, Pérez, chiude col quinto tempo, davanti a Esteban Ocon, posizionato subito prima di Hamilton. I piloti della McLaren optano per due giri rapidi in successione, con Piastri undicesimo, a un secondo dal tempo di Verstappen. Norris si migliora, ma è solo ottavo. Ritorna terzo Albon, mentre Piastri progredisce coi tempi, ma scende al quattordicesimo posto. Leclerc si migliora di nuovo, ma resta a due millesimi dal tempo di Verstappen. Sono eliminati Hülkenberg, Magnussen, Bottas, Tsunoda e Sargeant.
Verstappen è il primo pilota a segnare un tempo nella SQ2 (1'35"181), ben più rapido del tempo della prima frazione delle qualifiche. Sergio Pérez è secondo, a sei decimi dal tempo del compagno di team. Il messicano è battuto sia da Leclerc che da Sainz Jr.. Stroll è quinto, battuto da Oscar Piastri, mentre Zhou si posiziona in settima piazza. Norris prende il quarto tempo, mentre il duo della Mercedes opta per un solo tentativo veloce. Verstappen commette un errore alla curva 9, andando in testacoda. George Russell entra in classifica, col settimo tempo, mentre Hamilton segna l'ottavo. Non accedono alla terza fase Ricciardo, Alonso, Ocon, Stroll e Zhou.
In SQ3 i piloti decidono di utilizzare un solo giro rapido, per cercare il tempo. Il primo a prendere la pista è Verstappen, che però si vede sopravanzato, nel primo settore, dal tempo di Lando Norris. Verstappen chiude in 1'34"538. Norris chiuderà il suo tentativo a un decimo dal tempo del campione del mondo. Due decimi più lento chiude invece Piastri. Leclerc sale secondo, a 0"055 da Verstappen, mentre Carlos Sainz Jr. si piazza quinto, giusto davanti a Pérez. Nelle parti alte della classifica s'inserisce Hamilton, terzo, mentre Russell è ottavo. Il tempo più rapido che vale la prima posizione per la Sprint è più veloce del tempo della pole position. I primi quattro piloti sono separati da 0"101, con quattro scuderie diverse a occupare le prime due file.
Al termine della Sprint Shootout, George Russell e Charles Leclerc vengono convocati dai commissari sportivi in quanto il pilota britannico ha ostacolato quello monegasco alla curva 19, nel corso della SQ1. Russell viene penalizzato di tre posizioni sulla griglia di partenza della Sprint.
A Pierre Gasly viene cancellato un tempo dai commissari sportivi per non aver rispettato i limiti della pista, durante la Sprint Shootout (alla curva 19). Russell, Alexander Albon, Oscar Piastri, Lando Norris, Nico Hülkenberg, Kevin Magnussen, Gasly, Valtteri Bottas, Yuki Tsunoda, Sergio Pérez, Zhou Guanyu e Daniel Ricciardo non ricevono sanzioni da parte dei commissari sportivi, per non aver rispettato le istruzioni stabilite dalla direzione gara. Tutti i piloti hanno superato il tempo limite di un minuto e 56 secondi valevole tra la seconda linea della safety car e la prima di essa. Russell ha superato il tempo limite per tre volte, nel corso del quarto e quinto giro durante la SQ1, e nel corso del decimo durante la SQ2, Albon, Piastri e Norris per due volte, nel corso del quinto giro in SQ1 e nel corso dell'ottavo in SQ2 per il thailandese, nel corso del sesto in SQ1 e nel corso del dodicesimo in SQ2 per l'australiano e per il britannico, Hülkenberg, Magnussen, Gasly, Bottas, Tsunoda, Pérez, Zhou e Ricciardo per una volta, nel corso del quinto giro in SQ1 per i primi sei, nel corso del decimo in SQ2 per il cinese e nel corso dell'ottavo in SQ2 per l'australiano.

### Risultati
Nella sessione della Sprint Shootout si è avuta questa situazione:
| Pos                         | Nº | Pilota           | Costruttore                  | SQ1      | SQ2      | SQ3      | Griglia |
| --------------------------- | -- | ---------------- | ---------------------------- | -------- | -------- | -------- | ------- |
| 1                           | 1  | Max Verstappen   | Red Bull Racing-Honda RBPT   | 1'35"997 | 1'35"181 | 1'34"538 | 1       |
| 2                           | 16 | Charles Leclerc  | Ferrari                      | 1'35"999 | 1'35"386 | 1'34"593 | 2       |
| 3                           | 44 | Lewis Hamilton   | Mercedes                     | 1'36"393 | 1'35"887 | 1'34"607 | 3       |
| 4                           | 4  | Lando Norris     | McLaren-Mercedes             | 1'36"499 | 1'35"594 | 1'34"639 | 4       |
| 5                           | 81 | Oscar Piastri    | McLaren-Mercedes             | 1'36"703 | 1'35"753 | 1'34"894 | 5       |
| 6                           | 55 | Carlos Sainz Jr. | Ferrari                      | 1'36"268 | 1'35"542 | 1'34"939 | 6       |
| 7                           | 11 | Sergio Pérez     | Red Bull Racing-Honda RBPT   | 1'36"347 | 1'35"718 | 1'35"041 | 7       |
| 8                           | 63 | George Russell   | Mercedes                     | 1'36"281 | 1'35"847 | 1'35"199 | 11      |
| 9                           | 23 | Alexander Albon  | Williams-Mercedes            | 1'36"230 | 1'35"947 | 1'35"366 | 8       |
| 10                          | 10 | Pierre Gasly     | Alpine-Renault               | 1'36"595 | 1'35"785 | 1'35"897 | 9       |
| 11                          | 3  | Daniel Ricciardo | AlphaTauri-Honda RBPT        | 1'36"737 | 1'35"978 | N.D.     | 10      |
| 12                          | 14 | Fernando Alonso  | Aston Martin Aramco-Mercedes | 1'36"365 | 1'36"087 | N.D.     | 12      |
| 13                          | 31 | Esteban Ocon     | Alpine-Renault               | 1'36"372 | 1'36"137 | N.D.     | 13      |
| 14                          | 18 | Lance Stroll     | Aston Martin Aramco-Mercedes | 1'36"575 | 1'36"181 | N.D.     | 14      |
| 15                          | 24 | Zhou Guanyu      | Alfa Romeo-Ferrari           | 1'36"554 | 1'36"182 | N.D.     | 15      |
| 16                          | 27 | Nico Hülkenberg  | Haas-Ferrari                 | 1'36"749 | N.D.     | N.D.     | 16      |
| 17                          | 20 | Kevin Magnussen  | Haas-Ferrari                 | 1'36"922 | N.D.     | N.D.     | 17      |
| 18                          | 77 | Valtteri Bottas  | Alfa Romeo-Ferrari           | 1'36"922 | N.D.     | N.D.     | 18      |
| 19                          | 22 | Yuki Tsunoda     | AlphaTauri-Honda RBPT        | 1'36"945 | N.D.     | N.D.     | 19      |
| 20                          | 2  | Logan Sargeant   | Williams-Mercedes            | 1'37"186 | N.D.     | N.D.     | 20      |
| Tempo limite 107%: 1'42"716 |    |                  |                              |          |          |          |         |

In grassetto sono indicate le migliori prestazioni in SQ1, SQ2 e SQ3.

## Sprint

### Resoconto
I piloti affrontano la Sprint in gomme medie, ad eccezione di Carlos Sainz Jr., che opta per gomme morbide.
Buona partenza per Verstappen e Leclerc, che viene chiuso dal poleman all'interno. Hamilton opta per una traiettoria esterna, passando così Leclerc, per la seconda posizione. Sainz Jr., sfruttando le gomme soft, passa le due McLaren, per porsi in quarta posizione. Russell passa Gasly e Albon, portandosi in ottava posizione. Hamilton resta vicino a Verstappen, mentre Charles Leclerc è staccato di un paio di secondi dal britannico. Al terzo giro Sergio Pérez passa Piastri, per la sesta piazza. L'australiano cerca il controsorpasso, senza successo, favorendo così George Russell, che sale settimo. I commissari mettono sotto indagine il pilota della Mercedes, in quanto, per effettuare il sorpasso su Piastri, ha superato i limiti della pista. In seguito Russell viene penalizzato di cinque secondi, sul tempo della Sprint.
Al settimo giro Lando Norris attacca Sainz Jr., ma senza successo. I commissari mettono sotto indagine anche Alexander Albon, per una sua manovra di sorpasso, ai danni di Piastri. Dopo dieci giri Verstappen porta a 2"8 il vantaggio su Lewis Hamilton. Leclerc è a 3"6 da Hamilton, mentre Sainz Jr. ha 6"2 di svantaggio dal suo compagno di scuderia. Poco dopo Norris prende la quarta posizione a Sainz Jr., al termine del lungo rettilineo. Un giro dopo lo spagnolo deve cedere anche a Pérez, e viene minacciato anche da Russell. Norris si avvicina, nei giri finali, a Leclerc, ma senza poterlo impensierire per il podio.
Max Verstappen vince la sesta Sprint in carriera dopo l'introduzione della gara breve nella stagione 2021, su undici gare veloci fin qui disputate nella storia del mondiale, nonché la terza complessiva del campionato dopo la vittoria in quella del Gran Premio d'Austria e in quella del Gran Premio del Belgio, estendendo il record del maggior numero di successi per un singolo pilota nella gara rapida. Hamilton, secondo, non è ancora riuscito a vincere la gara breve. Per il britannico è il miglior risultato in una Sprint dal secondo posto di quella inaugurale del Gran Premio di Gran Bretagna 2021. Il pilota della Mercedes termina la gara veloce per la prima volta in stagione nei primi quattro posti. Per Leclerc il terzo posto è il miglior risultato in una Sprint da quella disputata nel Gran Premio d'Azerbaigian, dove concluse secondo. Norris, terzo, termina una Sprint nei primi quattro posti per il secondo Gran Premio consecutivo. Pérez, quinto, ottiene i primi punti in una Sprint da quella del Gran Premio d'Austria. Il messicano ottiene più punti in questa Sprint rispetto ai due weekend di gara precedenti messi insieme. Sainz Jr. conclude sesto ed è uno dei tre piloti, insieme a Verstappen e Russell, ad aver ottenuto punti in tutte le gare brevi fin qui disputate in stagione. Grazie ai due punti del settimo posto, Gasly supera Stroll in classifica piloti. Russell è stato penalizzato di cinque secondi sul tempo della Sprint che lo ha fatto scalare in ottava piazza dopo aver chiuso in settima posizione. Il britannico termina davanti ad Albon per l'ultimo punto conquistabile per soli 0"317. Russell mantiene il record di aver terminato tutte le Sprint fin qui corse in stagione in quarta o ottava posizione. Albon, nono, riesce a ottenere tre piazzamenti nei primi dieci nelle Sprint in questa stagione, ma ha ottenuto punti solo grazie al settimo posto della Sprint del precedente Gran Premio del Qatar. Piastri termina decimo dopo aver concluso in seconda e prima posizione le due precedenti Sprint del campionato. Alonso è stato l'unico pilota fra quelli nelle prime otto posizioni in classifica piloti a non aver preso punti nella gara veloce. Verstappen ha condotto per la sua interezza una Sprint per la seconda volta in stagione dopo quella nel Gran Premio d'Austria. Il campione del mondo ha anche condotto dal primo all'ultimo giro cinque Gran Premi nel corso di questo campionato.
Sono stati cancellati 17 tempi dai commissari sportivi ai piloti per non aver rispettato i limiti della pista, durante la Sprint. Si sono visti cancellare il tempo quattro volte Oscar Piastri (una volta alla curva 9, una volta alla curva 19 e due volte alla curva 20) e Kevin Magnussen (due volte alla curva 19, una alla curva 12 e una alla curva 1), due volte Alexander Albon (una volta alla curva 1 e una volta alla curva 19) e Lando Norris (una volta alla curva 12 e una volta alla curva 11), una volta George Russell (alla curva 15), Sergio Pérez (alla curva 12), Daniel Ricciardo (alla curva 12), Logan Sargeant (alla curva 19) e Zhou Guanyu (alla curva 15).
Al termine della Sprint, la direzione gara comunica che, secondo il regolamento sportivo, tutte le vetture devono essere coperte e pronte per la sigillatura entro le due ore da quando è stata esposta la bandiera a scacchi.

### Risultati
I risultati della Sprint sono i seguenti:
| Pos | Nº | Pilota           | Costruttore                  | Giri | Tempo/Ritiro | Griglia | Punti |
| --- | -- | ---------------- | ---------------------------- | ---- | ------------ | ------- | ----- |
| 1   | 1  | Max Verstappen   | Red Bull Racing-Honda RBPT   | 19   | 31'30"849    | 1       | 8     |
| 2   | 44 | Lewis Hamilton   | Mercedes                     | 19   | +9"465       | 3       | 7     |
| 3   | 16 | Charles Leclerc  | Ferrari                      | 19   | +17"987      | 2       | 6     |
| 4   | 4  | Lando Norris     | McLaren-Mercedes             | 19   | +18"863      | 4       | 5     |
| 5   | 11 | Sergio Pérez     | Red Bull Racing-Honda RBPT   | 19   | +22"928      | 7       | 4     |
| 6   | 55 | Carlos Sainz Jr. | Ferrari                      | 19   | +28"307      | 6       | 3     |
| 7   | 10 | Pierre Gasly     | Alpine-Renault               | 19   | +32"403      | 9       | 2     |
| 8   | 63 | George Russell   | Mercedes                     | 19   | +34"250      | 11      | 1     |
| 9   | 23 | Alexander Albon  | Williams-Mercedes            | 19   | +34"567      | 8       |       |
| 10  | 81 | Oscar Piastri    | McLaren-Mercedes             | 19   | +42"403      | 5       |       |
| 11  | 31 | Esteban Ocon     | Alpine-Renault               | 19   | +44"986      | 13      |       |
| 12  | 3  | Daniel Ricciardo | AlphaTauri-Honda RBPT        | 19   | +45"509      | 10      |       |
| 13  | 14 | Fernando Alonso  | Aston Martin Aramco-Mercedes | 19   | +49"086      | 12      |       |
| 14  | 22 | Yuki Tsunoda     | AlphaTauri-Honda RBPT        | 19   | +49"733      | 19      |       |
| 15  | 27 | Nico Hülkenberg  | Haas-Ferrari                 | 19   | +56"650      | 16      |       |
| 16  | 77 | Valtteri Bottas  | Alfa Romeo-Ferrari           | 19   | +1'04"401    | 18      |       |
| 17  | 24 | Zhou Guanyu      | Alfa Romeo-Ferrari           | 19   | +1'07"972    | 15      |       |
| 18  | 20 | Kevin Magnussen  | Haas-Ferrari                 | 19   | +1'11"122    | 17      |       |
| 19  | 2  | Logan Sargeant   | Williams-Mercedes            | 19   | +1'11"449    | 20      |       |
| Rit | 18 | Lance Stroll     | Aston Martin Aramco-Mercedes | 16   | Freni        | 14      |       |

## Gara

### Resoconto
Prima della gara, sulla vettura di Lance Stroll, Fernando Alonso, Kevin Magnussen e Nico Hülkenberg, qualificatisi rispettivamente in quattordicesima, sedicesima, diciassettesima e diciannovesima posizione, vengono installati elementi con specifiche diverse da quelle originariamente utilizzate, insieme alla modifica al setup delle sospensioni con la vettura sotto il regime di parco chiuso. Tutti e quattro i piloti sono costretti a partire dalla pit lane.
Lando Norris prende il comando al via, davanti alla coppia della Ferrari, Hamilton e Verstappen. Sainz Jr., che attacca senza successo Leclerc, per la seconda posizione, nel primo giro, cede, al quarto giro, la terza piazza a Hamilton e, nel giro seguente, subisce il sorpasso anche di Verstappen. Al sesto giro Lewis Hamilton prende la posizione anche a Leclerc. Al monegasco si avvicina anche Verstappen. Il campione del mondo passa all'undicesimo giro; Leclerc cerca di difendere, senza successo, la sua posizione. Dopo 13 giri Norris conduce con 2"3 di margine su Hamilton, 7"1 su Verstappen e 8" su Leclerc.
Al diciassettesimo giro Verstappen effettua la sua prima sosta, montando gomme medie, a differenza di tutti gli altri piloti che hanno già cambiato gli pneumatici, che hanno, invece, optato per gomme hard. Il giro successivo si ferma anche il leader della gara, Norris, che monta gomme dure. Hamilton passa al comando, fino al suo pit stop, programmato al ventunesimo passaggio. Si porta a condurre Leclerc, davanti a Norris, Russell, la cui sosta sarà al ventiduesimo giro, e Verstappen che, dopo la sosta, si trova davanti a Hamilton. Il pilota della Mercedes è stato penalizzato da un cambio gomme lento. Il monegasco della Ferrari attende il ventiquattresimo giro, per montare gomme dure.
Lando Norris torna primo, davanti a Verstappen, Hamilton, Sainz Jr., Pérez e Leclerc. Max Verstappen, sfruttando anche un errore di guida di Norris, si avvicina al pilota della McLaren, che passa al ventottesimo giro. Il pilota della Red Bull Racing non è capace, però, di allungare su Norris; al trentaduesimo giro il distacco, fra i due, è poco più di un secondo. Norris si ferma tre giri dopo, per la seconda volta. Al trentaseiesimo giro è il turno per Verstappen e Carlos Sainz Jr.. Ciò consente a Hamilton di tornare in vetta, seguito, a quasi otto secondi, da Sergio Pérez, mentre Leclerc è distante sei secondi dal messicano. Seguono Verstappen, Norris, Russell e Sainz Jr.. Hamilton si ferma al trentanovesimo giro, abbandonando l'ipotesi dell'unica sosta. Poco prima si era fermato anche Pérez.
Ora Verstappen è di nuovo primo, seguito da Norris e Leclerc. Al quarantatreesimo giro Hamilton raggiunge e passa, alla curva 12, Leclerc, che cerca di arrivare al traguardo senza effettuare il secondo pit stop. Hamilton, sfruttando le gomme più fresche, è capace di avvicinare Norris, fino a superarlo, al quarantanovesimo giro. Il giro successivo vede Leclerc cedere la posizione anche a Sainz Jr., con gomme più performanti. A tre giri dal termine Leclerc è costretto a lasciare la posizione anche a Pérez. Negli ultimi giri Hamilton avvicina anche Verstappen, ma resta troppo distante per cercare di impensierirlo. Il britannico e Leclerc, giunti rispettivamente secondo e sesto, saranno poi squalificati a causa delle irregolarità trovate al fondo delle vetture.
Max Verstappen vince il cinquantesimo Gran Premio in carriera nella duecentesima gara del campionato mondiale dell'era turbo-ibrida iniziata nella stagione 2014, il terzo appuntamento consecutivo e il quindicesimo della stagione, nonché il terzo successo consecutivo nel Gran Premio degli Stati Uniti d'America, portandosi a una lunghezza dal numero di trionfi nel mondiale di Alain Prost, dopo la vittoria nella Sprint. Per la Red Bull Racing è la diciassettesima vittoria in campionato, la terza consecutiva, la centonovesima della propria storia e la quarta complessiva in questo appuntamento, di cui le ultime tre consecutive. Il secondo posto di Norris, al centesimo Gran Premio con la McLaren, permette alla scuderia britannica di superare l'Aston Martin per il quarto posto in classifica costruttori. Per Norris è il quarto podio consecutivo, la serie attuale più lunga per qualsiasi pilota. Per la scuderia di Woking è il primo podio a Austin da quando Hamilton vinse l'edizione inaugurale del 2012. Norris, che ora detiene dodici podi senza ancora aver vinto una gara, a una lunghezza dal record di Nick Heidfeld, vince il premio del pilota del giorno per la terza volta in stagione. Con il premio vinto da Piastri nel Gran Premio del Giappone, i piloti della McLaren vincono il riconoscimento per tre gare consecutive. La terza posizione di Sainz Jr. è il miglior risultato per lo spagnolo a Austin in otto apparizioni, mentre Pérez, quarto, termina nelle prime quattro posizioni per la prima volta dal Gran Premio d'Italia. È il primo Gran Premio il cui podio è formato da una Red Bull, una Ferrari e una McLaren da quello di Monaco 2021 e curiosamente con gli stessi tre piloti.
Senza considerare la sua squalifica, per Leclerc la sesta posizione sarebbe stato il suo quinto piazzamento consecutivo tra i primi sei, nessuno dei quali a podio. Il monegasco, che non prende punti per la quinta volta in stagione, dopo il terzo posto nella Sprint, viene superato da Norris in classifica generale, per la sesta piazza. Russell, quinto, al centesimo Gran Premio con la Mercedes, ha solo ottenuto un podio stagionale grazie al terzo posto del Gran Premio di Spagna. Gasly e Stroll, rispettivamente alla quinta e sesta apparizione sul circuito delle Americhe, ottengono i primi punti su questo tracciato grazie rispettivamente al sesto e settimo posto. Per il canadese è il primo piazzamento a punti dalla pausa estiva, e per la prima volta in stagione ottiene punti quando il suo compagno di squadra Alonso non ci è riuscito. L'ottavo posto per Tsunoda è il miglior risultato stagionale. Il pilota giapponese ottiene il primo giro più veloce in carriera, il centotrentottesimo pilota differente nella storia del mondiale, il terzo complessivo di questa nazionalità nella categoria, dopo Satoru Nakajima nel Gran Premio d'Australia 1989 e Kamui Kobayashi nel Gran Premio di Cina 2012. Tsunoda è il secondo pilota differente, in un singolo campionato, a ottenere il primo giro più veloce in carriera dopo Piastri nel Gran Premio d'Italia. Per l'AlphaTauri è il secondo giro più veloce dal Gran Premio d'Ungheria 2021 con Gasly. Per Albon, nono, è il sesto arrivo in campionato nei primi dieci, mentre il compagno di scuderia Sargeant, al debutto in campionato, ottiene i primi punti in carriera grazie alla promozione dalla dodicesima posizione alla decima per via delle squalifiche di Hamilton e Leclerc, nel Gran Premio di casa. Entrambe le Williams ottengono punti per la prima volta in stagione. Sargeant è il trecentocinquantunesimo pilota differente nella storia del mondiale, il primo statunitense da Michael Andretti nel Gran Premio d'Italia 1993. Sargeant è il terzo pilota differente, in un singolo campionato, a ottenere i primi punti in carriera dopo Piastri nel Gran Premio d'Australia e Liam Lawson nel Gran Premio di Singapore. Verstappen, che vince per la trentesima volta negli ultimi quaranta Gran Premi, eguaglia il record personale della stagione precedente del maggior numero di vittorie ottenute in un singolo campionato, con quindici. Per Verstappen è anche la trentesima vittoria con la vettura numero 1, superando il totale di Sebastian Vettel con lo stesso numero e dietro solo al totale di Michael Schumacher. L'olandese è il primo pilota a trionfare per cinque volte consecutive in un Gran Premio disputato negli Stati Uniti d'America. Egli estende a trentasette gare, la seconda striscia più lunga di tutti i tempi, nel quale ottiene punti consecutivamente, con la serie iniziata nel Gran Premio dell'Emilia-Romagna 2022. Verstappen si unisce a Hamilton, Schumacher, Vettel e Prost come i piloti artefici di cinquanta successi in carriera. Il leader della classifica piloti può ora diventare il primo pilota della storia a vincere tre volte nello stesso Paese in una sola stagione se dovesse trionfare nel Gran Premio di Las Vegas. Verstappen batte il suo precedente record per il maggior numero di punti segnati in una stagione, 454 nel 2022, con quattro gare al termine. Il totale dei punti fin qui ottenuti dell'olandese è superiore alla somma dei punti di Pérez e Hamilton messi insieme, rispettivamente secondo e terzo in classifica generale. Senza considerare la squalifica di Hamilton, Verstappen e il britannico terminano in prima e seconda posizione sia nella Sprint che nella gara domenicale. La Red Bull Racing eguaglia il proprio record personale del maggior numero di vittorie conquistate in un campionato, con diciassette, ottenute nella passata stagione. Leclerc, qualificatosi in pole position, è il primo pilota a essere squalificato dopo essere partito davanti a tutti da Ralf Schumacher nel Gran Premio del Canada 2004. Il pilota monegasco, al centesimo Gran Premio con la Ferrari, non arriva al traguardo, non parte o viene squalificato in almeno una gara in cui è partito in pole position. Per Alonso è il primo ritiro come pilota Aston Martin. Piastri è ritirato per la terza volta in stagione. Tutti i ritiri dell'australiano sono arrivati prima del tredicesimo giro. Per Ocon è il sesto ritiro stagionale, più di qualsiasi altro pilota. Per Hamilton è stata la seconda squalifica in carriera dopo quella ricevuta nel Gran Premio d'Australia 2009 con la McLaren. Il Gran Premio degli Stati Uniti d'America è stato disputato con il titolo piloti già assegnato per la terza volta dopo il 2013, con Vettel, e nel 2022, con Verstappen. Il Gran Premio ha figurato il maggior numero di piloti partenti dalla pit lane in stagione, con quattro, oltre a due piloti squalificati per la prima volta dal Gran Premio del Giappone 2019 con Ricciardo e Hülkenberg, all'epoca partecipanti per la stessa scuderia. La corsa non ha visto né l'utilizzo delle bandiere gialle, né della safety car e né della virtual safety car per la prima volta dal Gran Premio d'Italia.
Sono stati cancellati 35 tempi dai commissari sportivi ai piloti per non aver rispettato i limiti della pista, durante la gara, alle curve 1, 6, 9, 11, 12, 13, 19 e 20. Si sono visti cancellare il tempo sei volte Alexander Albon, quattro volte Kevin Magnussen e Charles Leclerc, tre volte Lewis Hamilton e Logan Sargeant, due volte Yuki Tsunoda, Nico Hülkenberg, Fernando Alonso, George Russell e Lando Norris, una volta Esteban Ocon, Pierre Gasly, Lance Stroll, Carlos Sainz Jr. e Sergio Pérez.

### Risultati
I risultati del Gran Premio sono i seguenti:
| Pos | Nº | Pilota           | Costruttore                  | Giri | Tempo/Ritiro       | Griglia | Punti |
| --- | -- | ---------------- | ---------------------------- | ---- | ------------------ | ------- | ----- |
| 1   | 1  | Max Verstappen   | Red Bull Racing-Honda RBPT   | 56   | 1h35'21"362        | 6       | 25    |
| 2   | 4  | Lando Norris     | McLaren-Mercedes             | 56   | +10"730            | 2       | 18    |
| 3   | 55 | Carlos Sainz Jr. | Ferrari                      | 56   | +15"134            | 4       | 15    |
| 4   | 11 | Sergio Pérez     | Red Bull Racing-Honda RBPT   | 56   | +18"460            | 9       | 12    |
| 5   | 63 | George Russell   | Mercedes                     | 56   | +24"999            | 5       | 10    |
| 6   | 10 | Pierre Gasly     | Alpine-Renault               | 56   | +47"996            | 7       | 8     |
| 7   | 18 | Lance Stroll     | Aston Martin Aramco-Mercedes | 56   | +48"696            | PL      | 6     |
| 8   | 22 | Yuki Tsunoda     | AlphaTauri-Honda RBPT        | 56   | +1'14"385          | 11      | 5     |
| 9   | 23 | Alexander Albon  | Williams-Mercedes            | 56   | +1'26"714          | 15      | 2     |
| 10  | 2  | Logan Sargeant   | Williams-Mercedes            | 56   | +1'27"998          | 16      | 1     |
| 11  | 27 | Nico Hülkenberg  | Haas-Ferrari                 | 56   | +1'29"904          | PL      |       |
| 12  | 77 | Valtteri Bottas  | Alfa Romeo-Ferrari           | 56   | +1'38"601          | 13      |       |
| 13  | 24 | Zhou Guanyu      | Alfa Romeo-Ferrari           | 55   | +1 giro            | 12      |       |
| 14  | 20 | Kevin Magnussen  | Haas-Ferrari                 | 55   | +1 giro            | PL      |       |
| 15  | 3  | Daniel Ricciardo | AlphaTauri-Honda RBPT        | 55   | +1 giro            | 14      |       |
| Rit | 14 | Fernando Alonso  | Aston Martin Aramco-Mercedes | 49   | Fondo              | PL      |       |
| Rit | 81 | Oscar Piastri    | McLaren-Mercedes             | 10   | Danni da incidente | 10      |       |
| Rit | 31 | Esteban Ocon     | Alpine-Renault               | 6    | Danni da incidente | 8       |       |
| SQ  | 44 | Lewis Hamilton   | Mercedes                     | 56   | Fondo irregolare   | 3       |       |
| SQ  | 16 | Charles Leclerc  | Ferrari                      | 56   | Fondo irregolare   | 1       |       |

Yuki Tsunoda riceve un punto addizionale per aver segnato il giro più veloce della gara.

## Classifiche mondiali

### Piloti
| Pos | Pilota           | Punti |
| --- | ---------------- | ----- |
| 1   | Max Verstappen   | 466   |
| 2   | Sergio Pérez     | 240   |
| 3   | Lewis Hamilton   | 201   |
| 4   | Fernando Alonso  | 183   |
| 5   | Carlos Sainz Jr. | 171   |
| 6   | Lando Norris     | 159   |
| 7   | Charles Leclerc  | 151   |
| 8   | George Russell   | 143   |
| 9   | Oscar Piastri    | 83    |
| 10  | Pierre Gasly     | 56    |
| 11  | Lance Stroll     | 53    |
| 12  | Esteban Ocon     | 44    |
| 13  | Alexander Albon  | 25    |
| 14  | Valtteri Bottas  | 10    |
| 15  | Nico Hülkenberg  | 9     |
| 16  | Yuki Tsunoda     | 8     |
| 17  | Zhou Guanyu      | 6     |
| 18  | Kevin Magnussen  | 3     |
| 19  | Liam Lawson      | 2     |
| 20  | Logan Sargeant   | 1     |

### Costruttori
| Pos | Costruttore                  | Punti |
| --- | ---------------------------- | ----- |
| 1   | Red Bull Racing-Honda RBPT   | 706   |
| 2   | Mercedes                     | 344   |
| 3   | Ferrari                      | 322   |
| 4   | McLaren-Mercedes             | 242   |
| 5   | Aston Martin Aramco-Mercedes | 236   |
| 6   | Alpine-Renault               | 100   |
| 7   | Williams-Mercedes            | 26    |
| 8   | Alfa Romeo-Ferrari           | 16    |
| 9   | Haas-Ferrari                 | 12    |
| 10  | AlphaTauri-Honda RBPT        | 10    |

## Decisioni della FIA
Al termine della gara, il fondo della vettura del pilota britannico della Mercedes, Lewis Hamilton, e di quello monegasco della Ferrari, Charles Leclerc, risulta non conforme al regolamento tecnico, dopo le verifiche tecniche apportate dalla Federazione. Entrambi i piloti vengono convocati dai commissari sportivi. Hamilton e Leclerc, giunti rispettivamente secondo e sesto all'arrivo, vengono squalificati dalla classifica finale del Gran Premio in quanto il fondo delle loro vetture presenta uno spessore oltre i nove millimetri consentiti dal regolamento tecnico.
Il pilota canadese dell'Aston Martin, Lance Stroll, non riceve sanzioni da parte dei commissari sportivi per essere uscito fuori pista alla curva 12 e averne tratto un vantaggio, durante un duello con il pilota locale della Williams, Logan Sargeant. Stroll non riceve sanzioni anche per un altro episodio: dopo aver completato i giri di riscaldamento prima del via della gara, egli non è rientrato in pit lane, zona di partenza dal quale il canadese era costretto a prendere il via dopo che erano stati installati elementi con specifiche diverse da quelle originariamente utilizzate sulla sua vettura, insieme alla modifica al setup delle sospensioni con la monoposto sotto il regime di parco chiuso. L'altro pilota della Williams, il thailandese Alexander Albon, non riceve sanzioni dopo che quest'ultimo è uscito di pista in più occasioni senza una giustificabile ragione alla curva 6.
Alla vigilia del Gran Premio di San Paolo, la Haas chiede di esercitare il diritto di revisione sulla classifica finale del Gran Premio, fornendo prove di violazioni dei limiti della pista da parte di diversi piloti. Secondo la scuderia statunitense, sulla base dei video della telecamera di bordo, entrambi i piloti della Williams, Albon e Sargeant, classificatisi rispettivamente in nona e decima posizione, insieme al pilota messicano della Red Bull Racing, Sergio Pérez, e a Stroll, che hanno chiuso la gara rispettivamente quarto e settimo, avrebbero dovuto ricevere delle penalità. Albon aveva già ricevuto una penalità di cinque secondi sul tempo di gara per non aver rispettato i limiti della pista in più occasioni, alla curva 6. Haas, Williams, Aston Martin e Red Bull Racing vengono convocate nell'udienza che si tiene il successivo 8 novembre. Dopo le prove fornite dalla scuderia statunitense, i commissari esaminano in modo indipendente le osservazioni presentate, convocando tutte le parti in una nuova udienza che si tiene il giorno successivo, cui partecipano anche la Ferrari e la McLaren. Una volta che essa viene riconvocata, è resa nota la decisione in merito alla scoperta di un nuovo elemento significativo e rilevante che non era disponibile per la parte richiedente la revisione al momento della decisione oggetto della richiesta di revisione. I commissari respingono il diritto di revisione della Haas, sostenendo che il team statunitense non abbia portato alcun nuovo elemento significativo e rilevante. La classifica finale del Gran Premio viene così confermata. Tuttavia, i commissari sportivi mandano un appello alla Federazione nel quale dichiarano che la questione dei limiti della pista diventa sempre più difficile da controllare con gli attuali strumenti a loro disposizione. Qualsiasi cambiamento nella valutazione dei limiti del tracciato entra in vigore nel campionato successivo.